# Eucynorta ornata
Eucynorta ornata is een hooiwagen uit de familie Cosmetidae.